# 예 (성씨)
예(芮)는 한국의 성씨이다. 예씨는 2015년 대한민국 통계청 인구주택총조사에서 13,568명으로 조사되어, 한국의 성씨 인구 105위로 기록되었다. 본관은 의흥 단본이다.
삼국시대 중 예씨로 추정되는 인물로는 고구려의 사신 예실불(芮悉弗)이 있다. 예실불(芮悉弗)은 504년 4월에 북위(北魏)에 사신으로 가 선무제(宣武帝)에게 고구려의 의견을 전했다.

## 의흥 예씨
부계 예씨(缶溪芮氏)의 시조(始祖) 예락전(芮樂全)은 고려 인종(仁宗)조에 문하찬성사(門下贊成事)를 지냈으며, 부계군(缶溪君)에 봉해졌다.
8세손 예승석(芮承錫)이 1447년(세종 29년) 식년 문과에 급제하여 1468년(세조 14) 대사간(大司諫), 1473년(성종 4) 공조참판을 역임하고, 1475년에는 한성부우윤을 거쳐 동지중추부사에 이르렀다.